# Ericofon

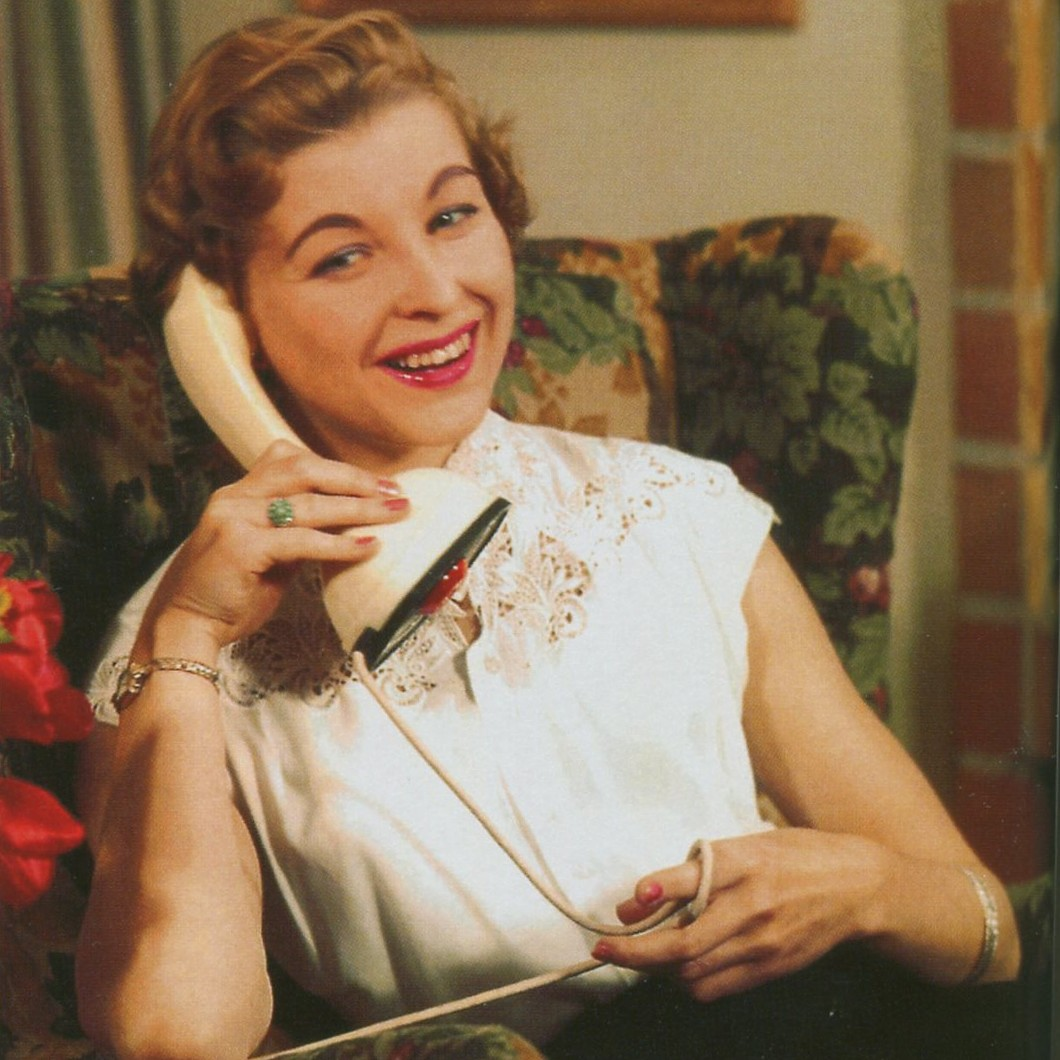
Reklambild från 1956.

Ericofon, i folkmun kallad Kobratelefon, var en telefonmodell i ett enda stycke för fast telefoni, som lanserades av företaget LM Ericsson 1956 och tillverkades fram till 1982. Prototypen för Ericofonen utvecklades i början av 1940-talet av industridesignern Ralph Lysell och fick sin slutgiltiga form av Gösta Thames på 1950-talet. Fram till 1982 hade telefonen tillverkats i 2 510 000 exemplar. Sedan 1973 finns telefonen i utställningen för Museum of Modern Art (MoMA) i New York.

## Historia

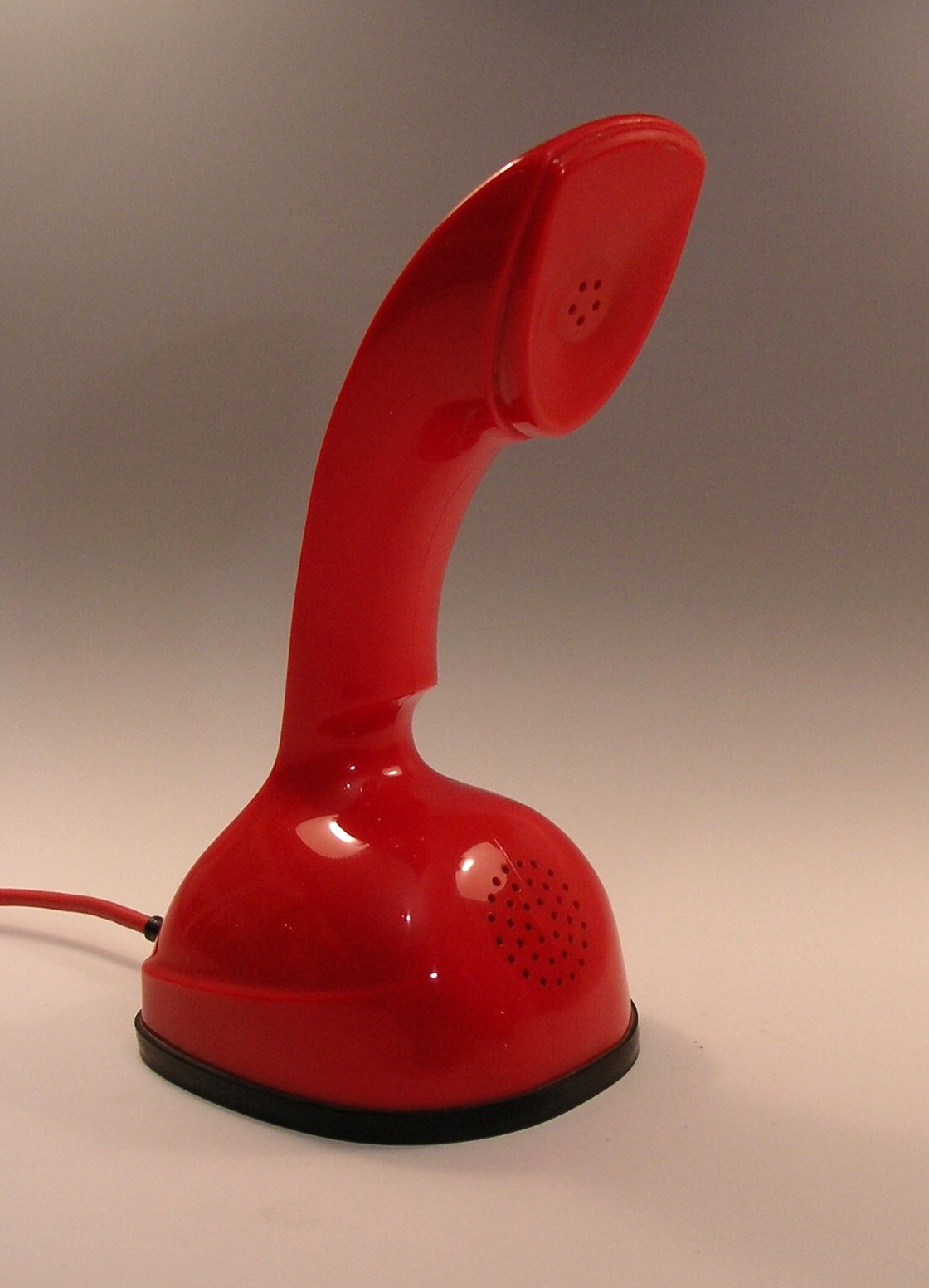
Ericofon.

Designarbetet med Ericofonen hade redan börjat 1940–1941 med formgivaren Ralph Lysells förslag till en så kallad enstyckstelefon, där apparatdelen och luren var i ett enda stycke. Första konceptet patenterades i Sverige (patent-nr SE118470) 30 januari 1947 i LM Ericssons överingenjörs Hugo Blombergs namn. Patentansökan inlämnades 9 mars 1943 och patentet publicerades i Svensk patenttidning 1 april 1947. Patent (pt-nr US 2405543) erhölls i USA redan 6 augusti 1946 (ansökan 30 december 1942).
Lysell hade anställts av Ericsson sommaren 1939 och placerats i en grupp med flera industridesigners. Redan tidigare hade LM Ericsson upptäckt att tyska Siemens AG höll på att utveckla en "allt-i-allo"-telefon. Denna patenterades (Patent Nr. 612628) 8 juni 1930 i Berlin men kom aldrig i serieproduktion.
Utvecklingen av den nya, för sin tid djärva apparaten fördröjdes dock av andra världskriget och först i början av 1950-talet var de första prototyperna färdiga. Denna patenterades (patent-nr SE141027) 16 april 1953 i Hugo Blombergs, Helge Lindström och Gösta Thames namn. Patentansökan inlämnades 25 januari 1951 och patentet publicerades 30 juni 1953. Patent (pt-nr US 2822432) erhölls sedan även i USA den 4 februari 1958 (ansökan 29 december 1951).
Under Gösta Thames, som var ansvarig chef för den apparattekniska gruppen hos Ericsson och som stod för den slutgiltiga formgivningen, kom till slut produktionen igång i mars 1956. Fram till 1953 var arbetsnamnet av den nya apparaten Erifon. Det officiella namnet blev Ericofon DBJ 500 men den kallades oftast Cobra eller Kobra på grund av sitt särpräglade utseende.
Ericofonen fick en omedelbar framgång hos kunderna och redan efter ett drygt halvår översteg beställningarna produktionskapaciteten med 500 procent. Ericofonen fanns i många färger för den amerikanska marknaden, där Ericofonen tillverkades på licens av North Electric Company. Kåpan till den äldsta modellen är svensktillverkad av LM Ericsson och exporterades till USA för slutmontering. Denna kåpa hade man tagit fram i 18 olika kulörer. Designen gjorde att det inte fanns plats för någon ringklocka, därför användes den huvudsakligen som sidoapparat. Alternativet var att skaffa sig en separat, väggmonterad ringklocka. För att ringa med en Ericofon fick man vända upp och ner på telefonen, eftersom fingerskivan fanns i botten. Ställde man apparaten tillbaka bröts linjen automatiskt genom att knappen i fingerskivans centrum trycktes in.
Det fanns även en variant som enbart var avsedd som svarstelefon. Denna saknade fingerskiva, men hade i gengäld en inbyggd summer och från 1969 tillverkade Ericsson även exemplar med knappsats. 
När tillverkningen av Ericofonen upphörde 1982 hade det tillverkats 2 510 000 exemplar. Idag är telefonen ett eftersökt samlarföremål.

## Bilder

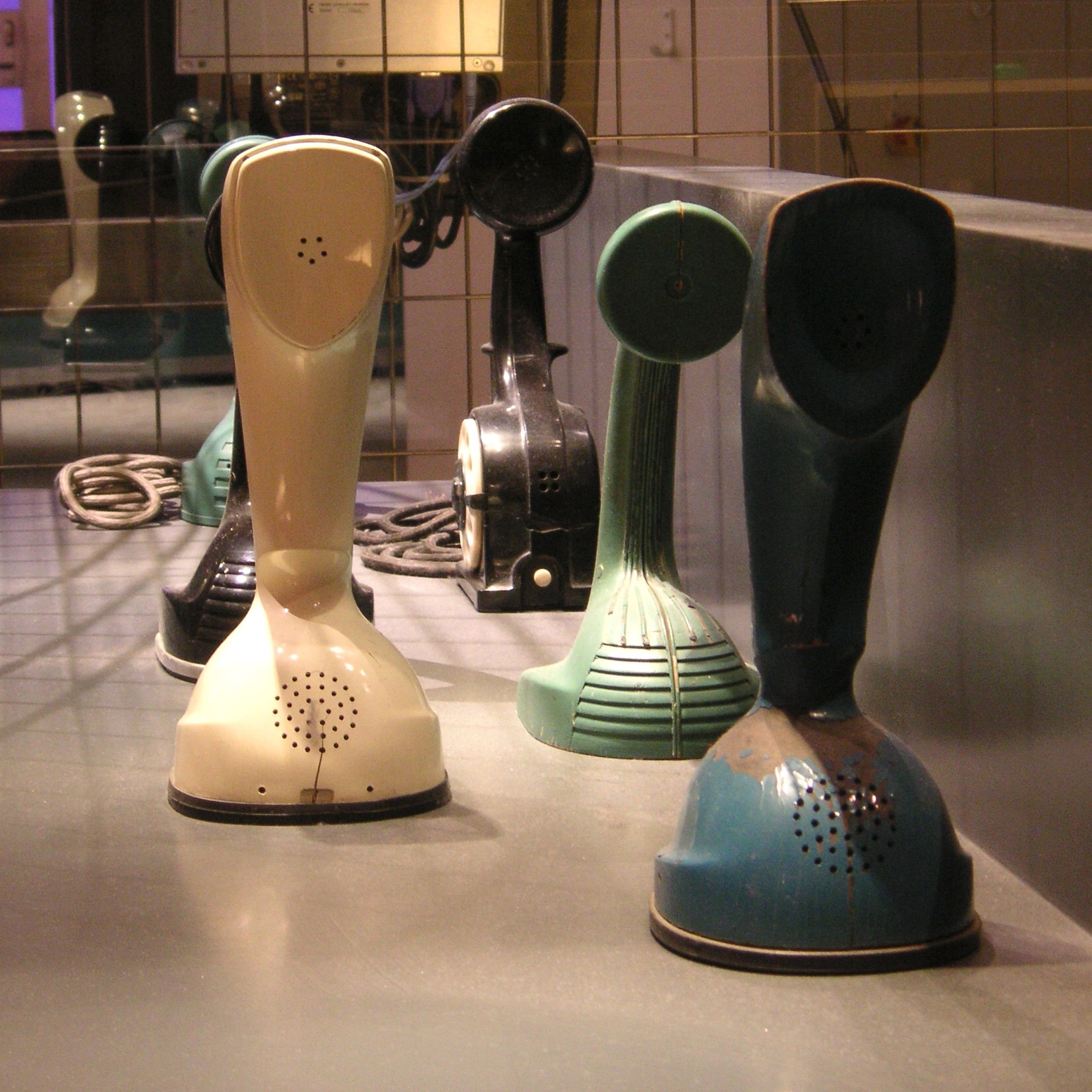
Prototyper för Ericofonen
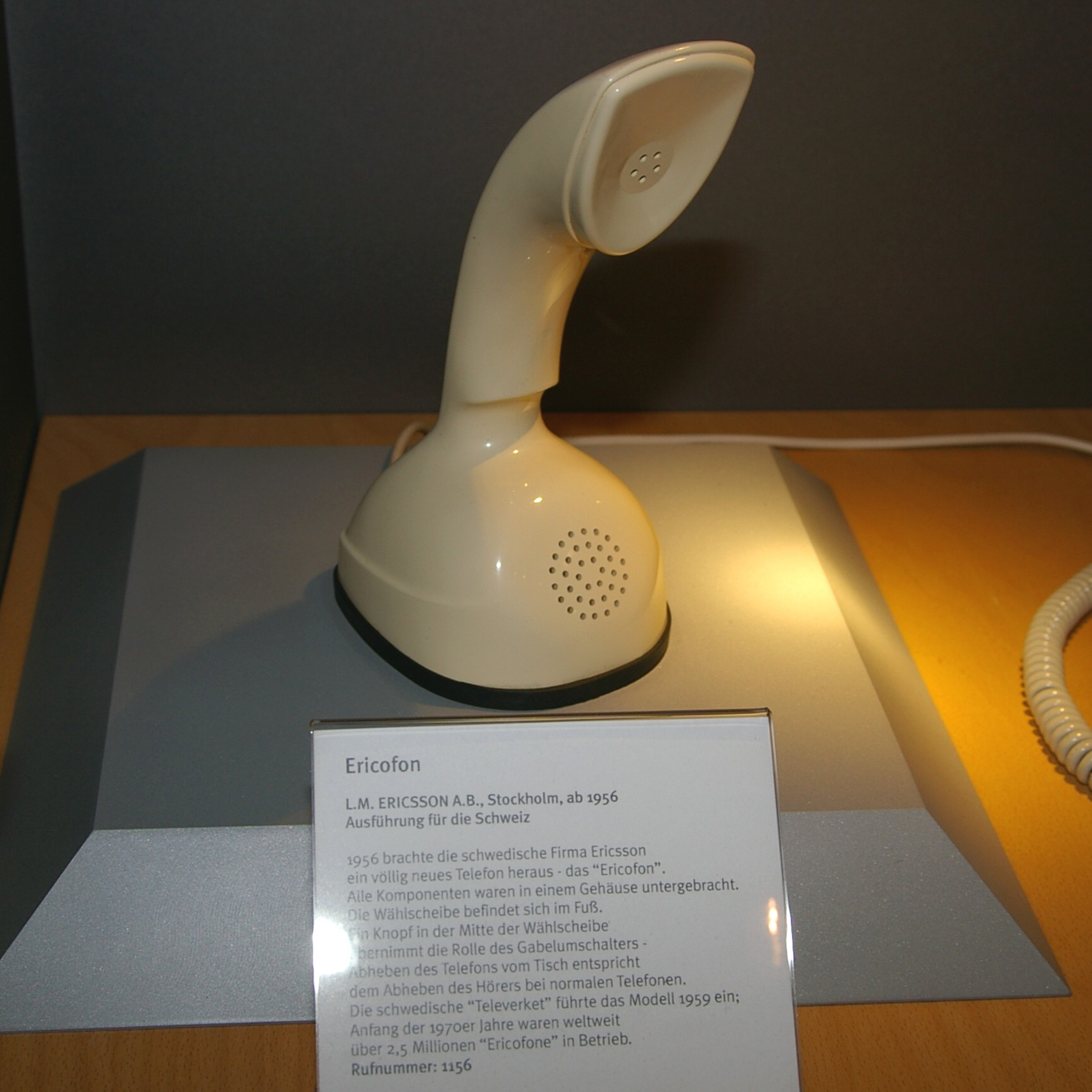
Modellen för Schweiz
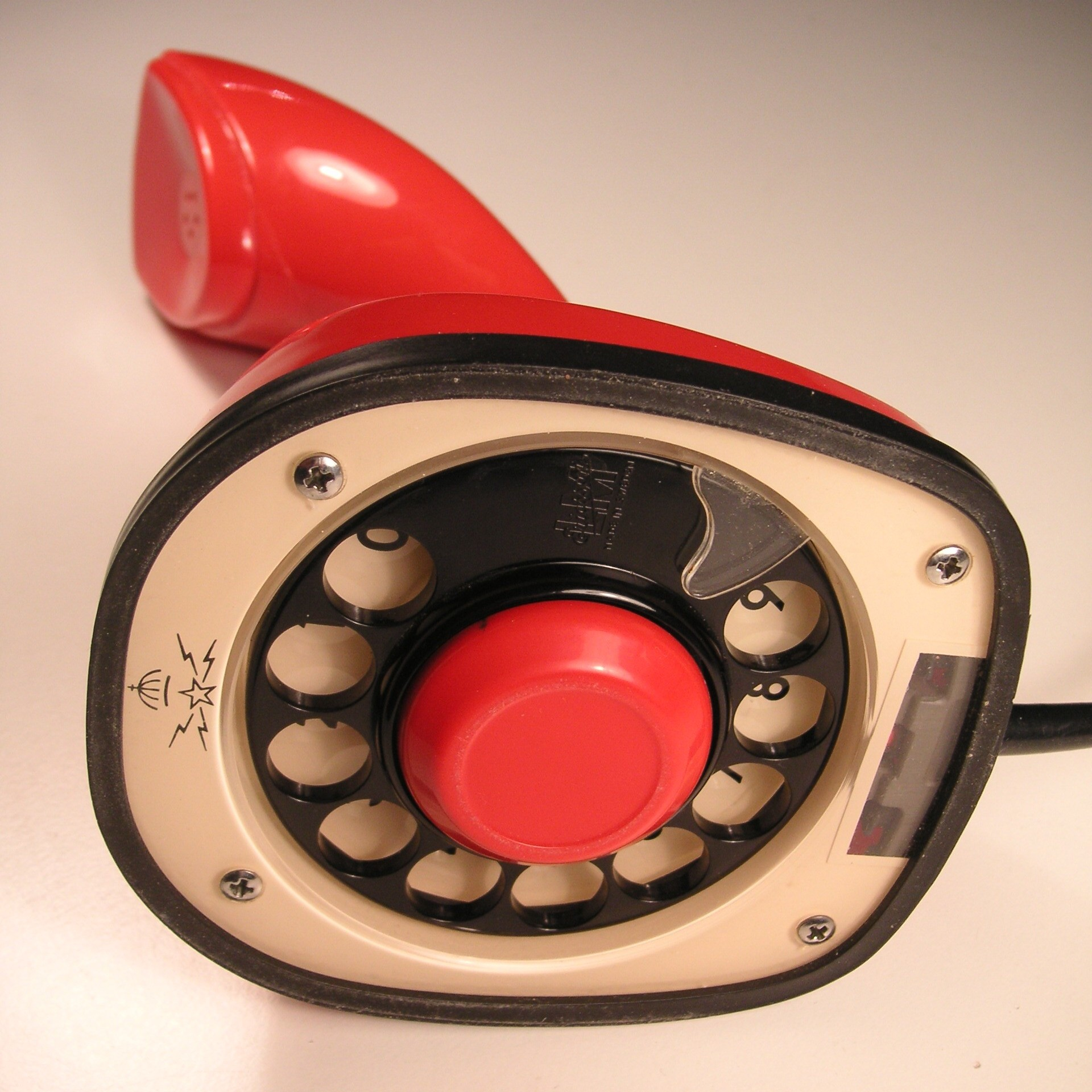
Ericofon, fingerskivan
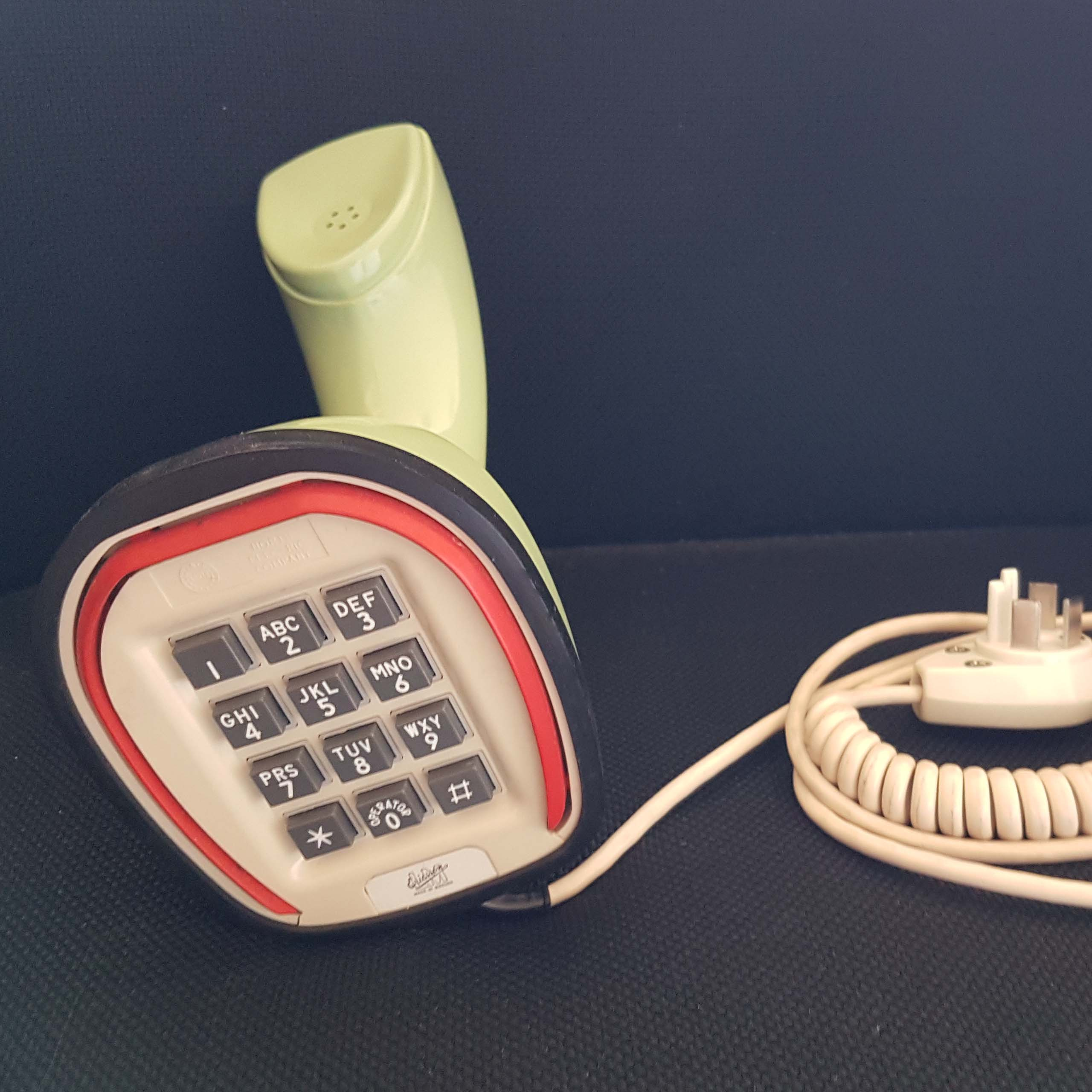
LM Ericsson Ericofon grön med knappsats
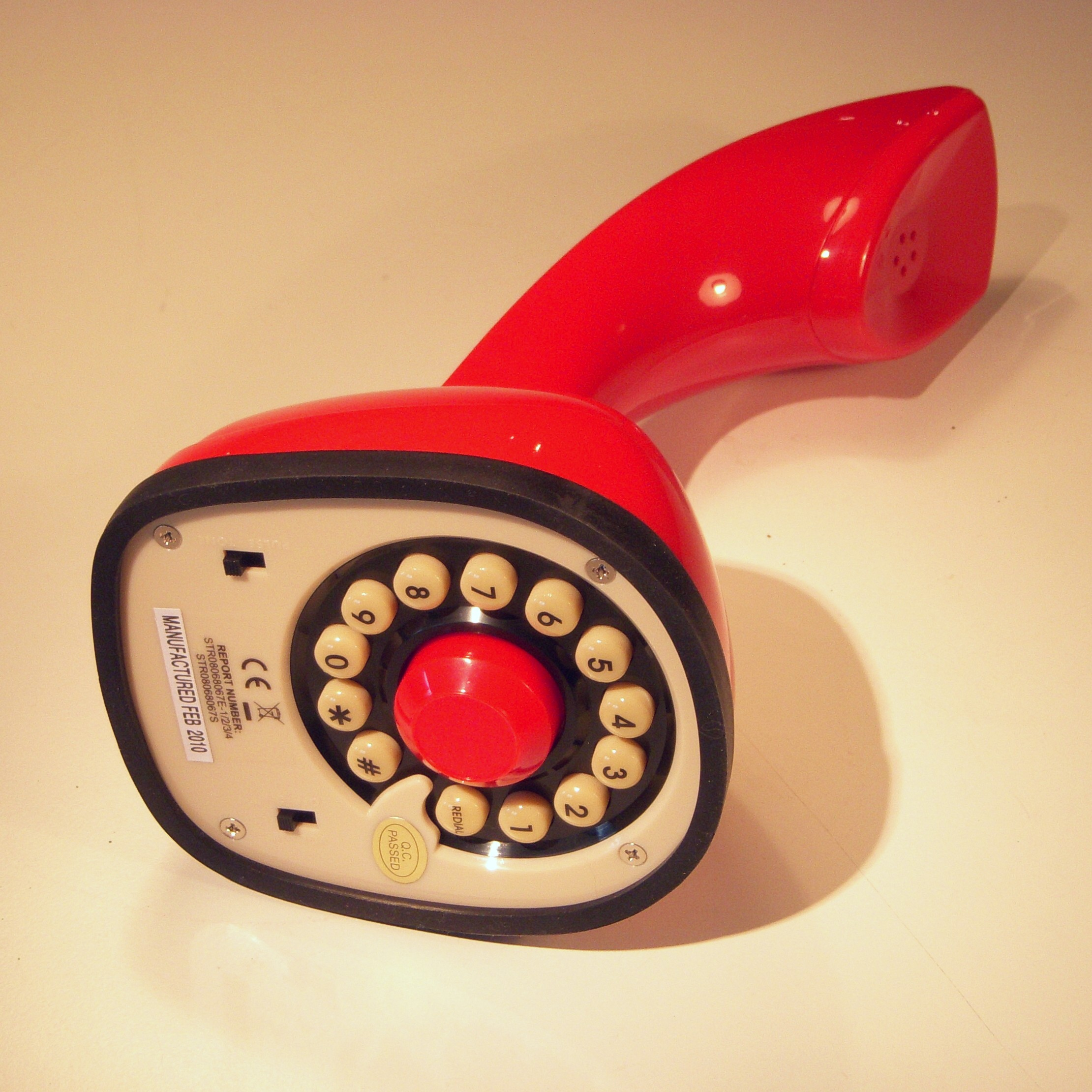
Retromodell med knappsats

## Efterföljare

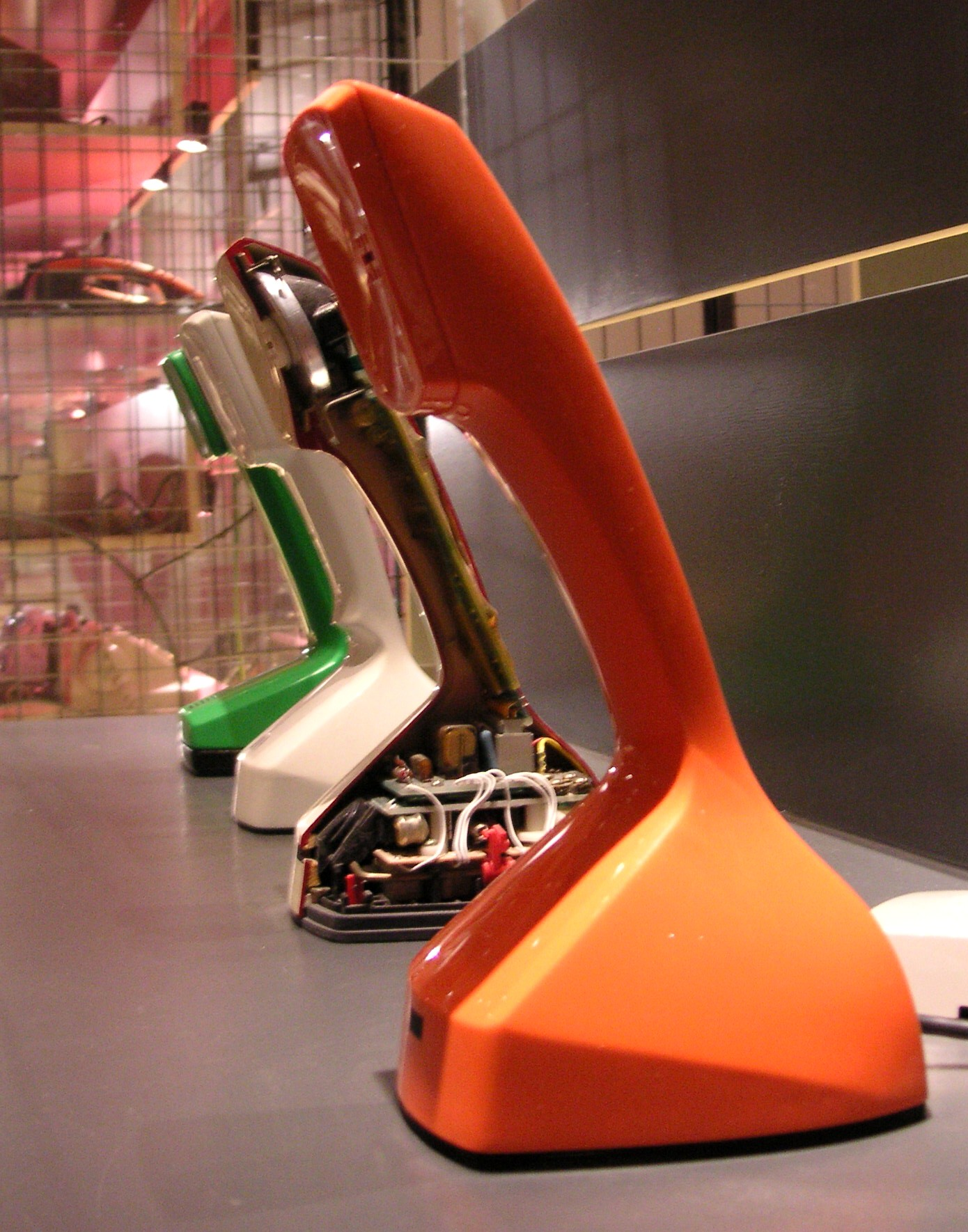
Ericofon DBJ 700.

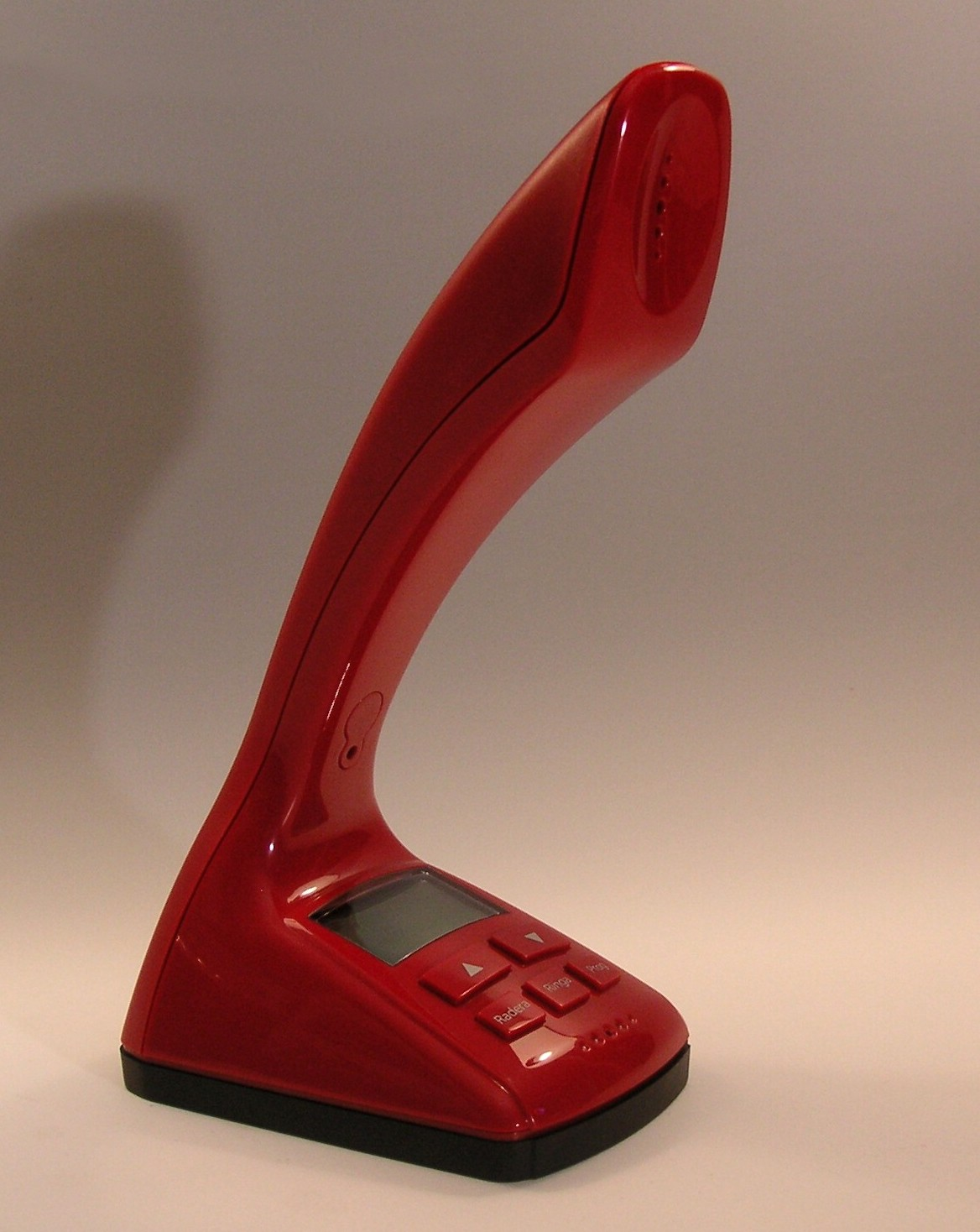
Telia Kobra, 2007.

En efterföljare till Ericofonen blev den av Carl-Arne Breger mera kantigt formgivna Ericofon DBJ 700. Den hade knappsats och tillverkades mellan 1976 och 1984 i bara 41 380 exemplar. Därmed var konstruktion och tillverkning av Ericofoner och andra svenska telefoner ett avslutat kapitel sedan Televerket lagt ner sin fabrik i Sundsvall 1989.
Flera nya efterföljare av idén "enstyckstelefon" följde, men dessa var bara designade och specificerade i Sverige, tillverkningen skedde i östra Asien. Där bör nämnas Telias "Fido" från 1989, Telias "Propono" från 1993 och Telias "Mox" från 1997. Alla dessa telefoner hade knappsats i handtaget och var anpassade till digitala växlar.
Det finns även en retromodell med modern knappsats istället för fingerskiva, den kallas "Scandiphone" och tillverkas i England.
Nyaste efterföljaren av "gamla" kobratelefonen är Telia Soneras Telia Kobra från 2007. Den har alla finesser så som nummerpresentation, telefonbok, telesvar, tid och datum. Designföretaget Myra Industriell Design i Stockholm står bakom den skapelsen, som anknyter till klassiska Ericofonens formspråk.

## Referenser

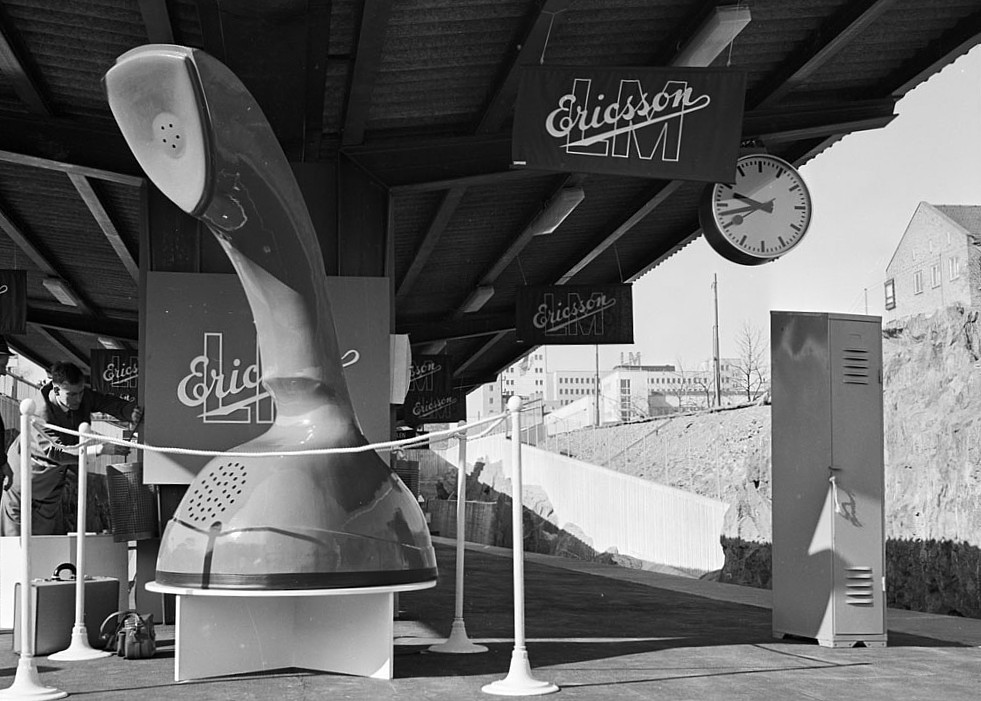
Telefonplan, invigningsdagen. Plattformen har av L M Ericsson blivit utsmyckad med ett stort exemplar av telefonen "Ericofon", 5 april 1964.